# Bernd Schmid (Fußballspieler)
Bernd Schmid (* 22. Februar 1955 in Offenburg) ist ein ehemaliger deutscher Fußballspieler, der im März und Juni des Jahres 1979 zwei Länderspiele in der deutschen Fußballnationalmannschaft der Amateure absolviert hat. Von 1978 bis 1982 hat der Mittelfeldspieler des Offenburger FV in der AOL Baden-Württemberg 78 Ligaspiele bestritten und neun Tore erzielt.

## Laufbahn
Bernd Schmid durchlief die gesamten Jahrgangsklassen in der Jugendabteilung seines Heimatvereines Offenburger FV. Nach dem Übergang 1973 in die erste Mannschaft des OFV, welche in der 1. Amateurliga Südbaden spielte, erlebte der Techniker mit Auge und Passvermögen für das Kombinationsspiel unter Trainer Hans Cieslarczyk bereits als junger Spieler in den Runden 1973/74 und 1974/75, den zweimaligen Gewinn der Südbadischen Meisterschaft. Durch den gleichzeitigen Pokalerfolg 1975 in Südbaden, feierte Schmid mit Offenburg sogar das „Double“. Die Aufstiegsrunde zur 2. Fußball-Bundesliga im Mai/Juni 1975 gegen die Konkurrenten VfR Aalen, VfB Eppingen und den SSV Reutlingen wurde zu einem frühen sportlichen Höhepunkt in der Laufbahn des jungen Mittelfeldspielers. Der Zwanzigjährige kam in allen sechs Aufstiegsrundenspielen zum Einsatz und erzielte zwei Tore. Waren beim OFV Mitspieler wie Horst Wild, Karl-Heinz Bente, Hans Hägele, Uli Bruder, Alfred Metzler und Bora Markovic Leistungsträger an seiner Seite, so ragten bei Aalen Torjäger Dieter Hoeneß, bei Eppingen Erwin Rupp, Gerd Störzer und Jürgen Schieck, sowie beim SSV Reutlingen die Spieler Hans Eippert, Fritz Göbel, Rudi Murmann, Max Pleikies und Torhüter Rolf Kirsch heraus. Der Zuschauerzuspruch entsprach der Bedeutung der Runde; das Spiel des OFV am 29. Mai in Reutlingen sahen beispielsweise 11.000 Zuschauer.
Bis zur Saison 1977/78 spielte Schmid mit Offenburg im Südbadischen Fußballverband in der 1. Amateurliga Südbaden. Ab der ersten Saison 1978/79 gehörte der OFV der neuen Leistungsklasse im Amateurfußball in Baden-Württemberg an, der Oberliga Baden-Württemberg. Unter Trainer Anton Rudinsky spielte die Elf aus dem Ortenaukreis überraschend lange um den Titel mit und belegte am Rundenende den fünften Rang. An der Seite von Mitspielern wie Gerd Komorowski, Herbert Seiffert und Siegfried Spinner hatte Bernd Schmid 28 Ligaspiele im Mittelfeld absolviert und dabei fünf Treffer erzielt.
Persönlich wurde seine Leistung durch die Aufnahme in die Amateurnationalmannschaft im Frühjahr 1979 besonders gewürdigt. Nach einem Sichtungslehrgang in der Sportschule Duisburg-Wedau und zwei Testspielen gegen eine Bundeswehrauswahl und Eintracht Frankfurt am 13. Februar debütierte der Mittelfeldspieler des OFV und der Südbadischen Verbandsauswahl unter dem damals zuständigen DFB-Trainer Erich Ribbeck am 20. März 1979 beim Länderspiel in Schwenningen gegen Italien in der neuen Amateurauswahl des DFB. Kicker-Redakteur Werner Schilling beschrieb vor dem ersten offiziellen Länderspiel der neu gebildeten Amateurnationalelf am 19. März unter der Überschrift „Moskau ist nur eine Fata Morgana“ die begrenzenden Vorgaben der damaligen Auswahlkriterien: „Für dieses Gebilde schieden von vornherein alle Spieler aus, die mit ihren Vereinen früher unter Vertrag in der Zweiten Liga oder gar Bundesliga gespielt hatten, aber natürlich auch alle, die vordem in anderen Vereinen unter Vertrag gestanden waren. Und ferner all jene jungen Talente, die mit der Bundesliga oder Zweiten Liga liebäugeln.“ Italien gewann das Spiel mit 2:0 Toren und Defensivspieler Pietro Vierchowod zeigte Ansätze seiner folgenden Karriere. Im Spielbericht des Kicker wurde über das deutsche Mittelfeld notiert: „Eifrig, aber ungenau das deutsche Mittelfeld, in dem weder Weiss noch Eplinius an ihre bisherigen Leistungen erinnerten. Kämpfertyp Ament und Schmid, der mit seinen Fernschüssen für die meisten der wenigen überragenden Situationen vor dem italienischen Tor sorgte, zogen sich einigermaßen achtbar aus der Affäre, aber zum Einsatz konnten sie ihre Stürmer auch nur in den seltensten Fällen bringen.“
Mit folgender Formation waren die DFB-Amateure am 20. März 1979 in Schwenningen gegen Italien angetreten:
Valentin Herr (SV Kuppenheim) – Rainer Prieß (VfL Wolfsburg)/ab 39. M. Jonny Otten (Hagener SV), Rainer Rühle (VfB Stuttgart), Karl Richter (FC Villingen), Uwe Eplinius (Concordia Hamburg) – Peter Ament (VfL Wolfsburg), Gunnar Weiß (Eislingen), Schmid (Offenburger FV) – Sigmund Malek (Barmbek-Uhlenhorst)/ab 46. M. Ludwig Scherhag (TuS Neuendorf), Jens Knop (Atlas Delmenhorst)/ab 74. M. Gisbert Paus (SpVgg Erkenschwick), Günter Waiblinger (FC Villingen).
Am 6. Juni bestritt Schmid sein zweites Amateurländerspiel in Cadiz gegen Spanien.
Neben den Meisterschaften in Südbaden, der Aufstiegsrunde zur 2. Bundesliga, der Leistungskonzentration durch die Oberliga und der Berufung in die Amateurnationalmannschaft waren auch die Auftritte im DFB-Pokal von 1976 bis 1981 gegen Eintracht Frankfurt, FC Augsburg und Rot-Weiß Oberhausen weitere sportliche Höhepunkte. Insbesondere der Auftritt der 1974er-Weltmeister Jürgen Grabowski und Bernd Hölzenbein am 18. Oktober 1975 vor 8.000 Zuschauern im heimischen Stadion bei der 1:5-Niederlage gegen die Eintracht aus Frankfurt, war ein besonders eindrucksvolles Erlebnis für den damals 20-jährigen Mittelfeldakteur des OFV.
Nach der Saison 1981/82 schloss er sich für zwei Jahre dem SV Linx in der Verbandsliga Südbaden an, ehe er ab 1984 beim FV Schutterwald in der Landesliga zuerst das Amt des Spielertrainers ausübte und im Jahr 1987 seine Laufbahn als Trainer beendete.
Bernd Schmid trainierte später einige Jahre beim ETSV Offenburg die Bambinis, F- und E-Jugend, wo er auch seinen Sohn betreute. Als sportliches Hobby übt er noch heute (2014) das sportliche Fahren mit dem Rennrad und dem Mountainbike aus und ist weiterhin in seiner Heimatstadt Offenburg wohnhaft.